# Pasiphila acompsa
Pasiphila acompsa es una especie de polilla perteneciente a la familia Geometridae. La especie fue descrita por primera vez por Louis Beethoven Prout habiendo sido descrita en 1927, con distribución endémica de Nueva Zelanda. Se ha observado en zonas montañosas tanto de la Isla Norte como de la Isla Sur. Las larvas de esta especie se han criado en plantas del género Veronica. Los adultos están en vuelo desde diciembre a febrero.

## Taxonomía
P. acompsa fue descrita por primera vez por Alfred Philpott en 1915 y denominada Chloroclystis modesta. Sin embargo, el nombre de la especie Chloroclystis acompsa fue propuesto por Louis Beethoven Prout como un nombre de reemplazo para el nombre dado por Alfred Philpott, que Prout consideró que estaba relacionado con Chloroclystis modesta descrita por William Warren.  En 1971, John S. Dugdale colocó esta especie en el género Pasiphila. En 1988, Dugdale analizó esta especie bajo el nombre de Pasiphila acompsa y en 2010 Robert Hoare, en el Inventario de Biodiversidad de Nueva Zelanda, siguió esta misma ubicación. El ejemplar holotipo macho fue recolectado en Bold Peak en Otago por Charles Cuthbert Fenwick y ahora se conserva en Museo de Nueva Zelanda Te Papa Tongarewa.

## Descripción
Esta especie tiene gran similitud en apariencia a Pasiphila dryas pero carece del tono marrón rosado de esta última especie. Es una polilla pequeña con una envergadura de 24 milímetros (0,9 plg). La cabeza, tórax y abdomen son de color marrón fusco oscuro, escasamente mezclado con gris. Los palpos cuentan con tintes rojizos. Las antenas del macho se ven ciliadas-fasciculadas.

## Distribución
La especie es endémica de Nueva Zelanda y se ha observado en el monte Taranaki y monte Ruapehu en la Isla Norte y en Ben Lomond, Bold Peak y alrededor del lago Wakatipu, todos en Otago en la Isla Sur. Se ha observado P. acompsa en altitudes de entre 3.000 y 4.000 pies. 

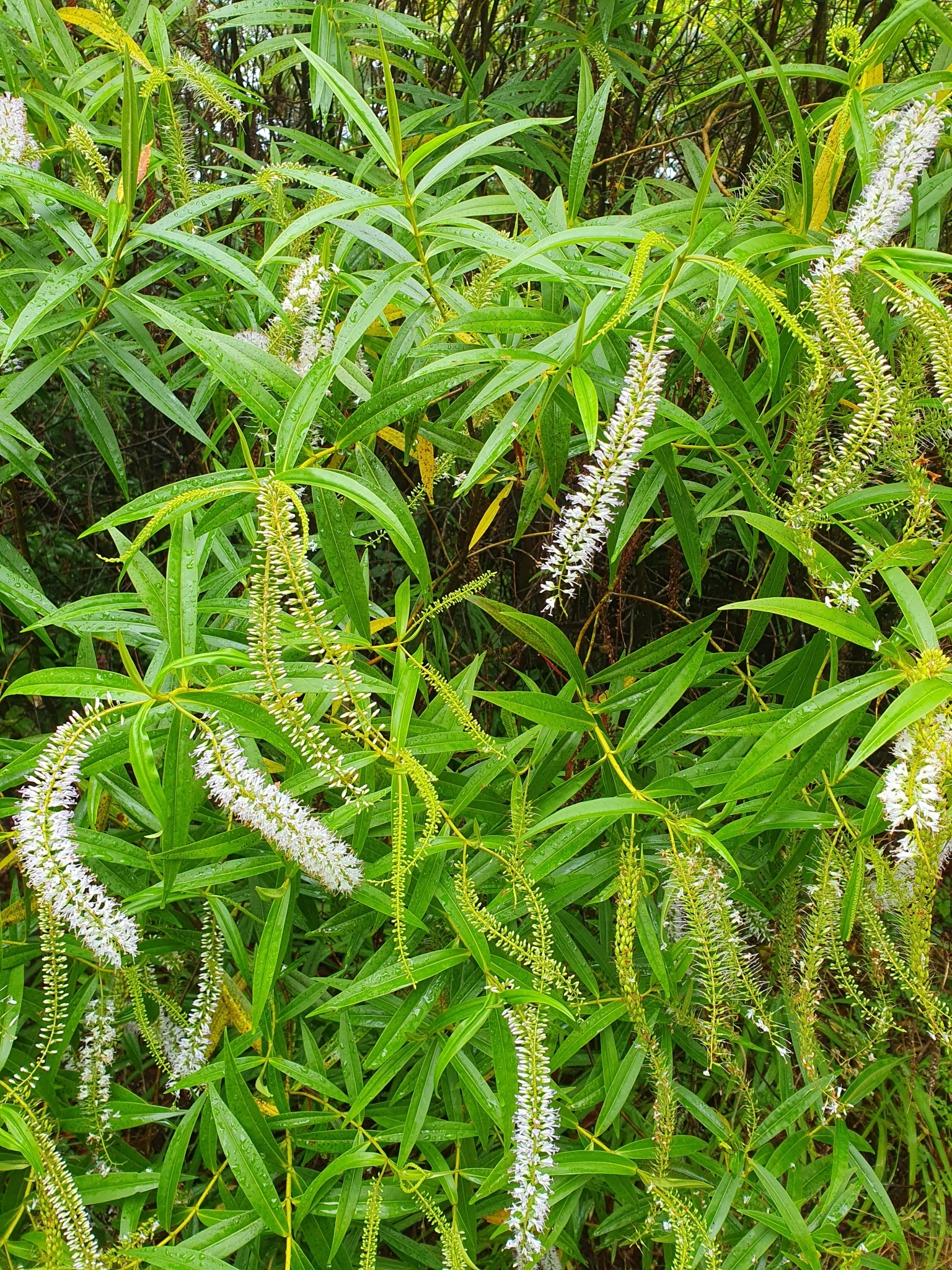
Huésped larvario Verónica stricta

Las orugas de esta especie se han criado en plantas del género Veronica (Hebe).